# Rifrattometro di Abbe

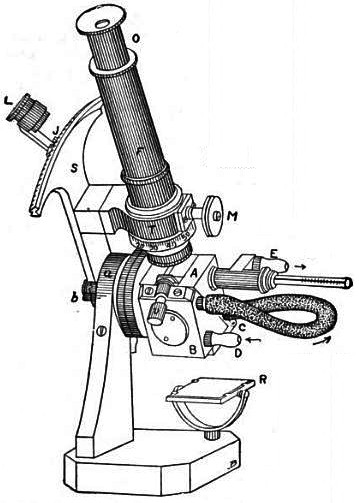
Rifrattometro di Abbe con prismi a temperatura controllata

Il rifrattometro di Abbe è uno strumento che permette di effettuare misurazioni ad alta precisione degli indici di rifrazione di liquidi o solidi.
Esistono due tipi di rifrattometro di Abbe:
- il rifrattometro a prismi
- il totalriflettometro a mezza sfera

## Rifrattometro a prismi
L'indice di rifrazione di un liquido disponibile in gocce (quindi ove non sia possibile l'immersione nel liquido da esaminare) viene determinato mediante il rifrattometro a prismi. Questo tipo di rifrattometro è composto da due prismi di vetro flint incernierati che si chiudono uno sull'altro, separati di circa 0,15 mm. All'interno di questo spessore viene posta una goccia del liquido da esaminare (espansa su tutta la superficie di vetro). Il valore dell'indice di rifrazione, alla frequenza del sodio (il liquido viene attraversato dalla luce emessa da due piccole lampade al sodio) si legge direttamente dallo strumento, dotato di un monocolo. Il valore ottenuto deve sempre essere accompagnato dall'indicazione della temperatura a cui si è effettuata la misura (in genere espresso come apice) e dalla frequenza a cui è fatta la lettura (pedice), generalmente quella della luce gialla della riga D del sodio.
La precisione di misura ottenuta corrisponde a due unità della 4ª cifra decimale.

### Utilizzo per la misura indiretta dell'indice di rifrazione di minerali
Il rifrattometro a prismi è comunemente usato per misurare con precisione l'indice di rifrazione dei liquidi utilizzati per individuare indirettamente, col metodo della linea di Becke, l'indice di rifrazione di minuscoli frammenti di minerali.
Questo metodo consiste nell'individuare un liquido che abbia il medesimo indice di rifrazione del minerale da riconoscere.

Il liquido viene comunemente preparato per diluizioni successive di liquidi ad elevato indice di rifrazione.

Una volta individuato il liquido che ha il medesimo indice, l'indice di rifrazione del liquido si misura col rifrattometro a prismi.

## Totalriflettometro a semisfera
Per la misura diretta dell'indice di rifrazione di campioni trasparenti, liquidi o solidi, si utilizza il rifrattomentro a semisfera.
È costituito da una semisfera di vetro flint, con indice di rifrazione n0 attorno ad 1,89, sulla faccia piana della quale si appoggia il campione da misurare. Attraverso la semisfera, il campione viene illuminato da un raggio di luce monocromatica (tipicamente la riga D del sodio). Attraverso un oculare da microscopio montato su un supporto micrometrico, si legge l'angolo limite in corrispondenza del quale la luce, incidente dal basso, viene totalmente riflessa dalla superficie del campione in esame.
Dall'angolo limite a si risale quindi all'indice di rifrazione n del campione in esame, secondo: n = n0 * sen a

### Vantaggi
- Consente la misura diretta dell'indice di rifrazione di campioni liquidi o solidi, anche anisotropi, che possono essere anche molto assorbenti.
- Nel caso di misura di liquidi, ne è sufficiente una goccia.
- Lavorando otticamente la faccia del campione solido in esame ed interponendo una goccia di liquido avente indice di rifrazione aL > n0 (comunque possibilmente prossimo ad n0) questo rifrattometro può essere usato per misurare l'indice di rifrazione di solidi (nel caso di gemme già tagliate, l'esame è non distruttivo).
- La precisione di misura arriva alla 4ª cifra decimale[1].

### Svantaggi
- Il massimo indice di rifrazione misurabile è pari all'indice di rifrazione del materiale del quale è costituita la semisfera.
- La misura è limitata a liquidi non corrosivi, poiché il cristallo flint è facilmente intaccato da alcuni composti chimici utilizzati nei liquidi ad alto indice di rifrazione.